# Michelade
 (octobre 2007).

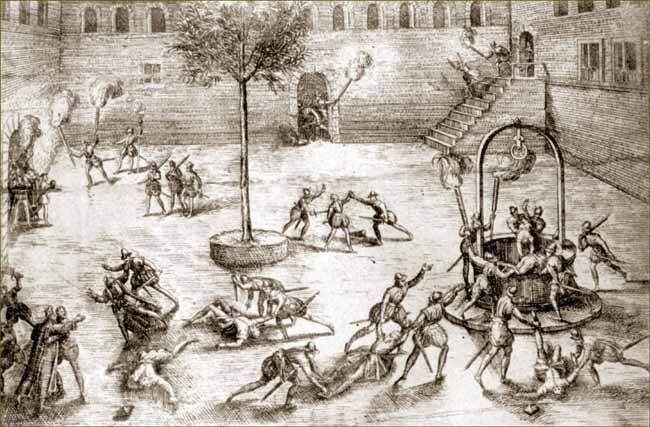
Michelade à Nîmes les 29 septembre- 1567- et 30 septembre 1567. Franz Hogenberg (1535-1590)

La Michelade est le nom donné au massacre de quatre-vingts à quatre-vingt-dix catholiques (moines, clercs) par des émeutiers protestants le jour de la Saint-Michel, le 29 septembre 1567 à Nîmes.

## Histoire
Le 22 mai 1567, les délégués du Languedoc, réunis à  Nîmes sous la présidence de Guillaume Pellicier, évêque de Montpellier, s'opposent à l'installation du capitaine La Grille comme sénéchal parce qu'il est protestant, et exigent que les consuls de Nîmes aussi bien que les professeurs du collège de cette même ville soient tous catholiques. Cette exigence entraîne la rupture du pacte de réconciliation élaboré quelques mois auparavant.
Des troupes sont rassemblées au château royal de la « cité romaine ». La querelle est amplifiée par celle qui oppose depuis de nombreuses années les deux familles les plus influentes de la ville : les d'Albenas catholiques et les Calvières protestants.
Le 29 septembre 1567 est la fête de la Michelade, une foire qui a lieu le jour de la Saint-Michel à Nîmes. En passant près de la ville, une marchande de légumes protestante aurait été insultée par quelques soldats et ses légumes piétinés. Cet incident entraîne un attroupement de paysans et de soldats des compagnies protestantes en formation. Les insultes et les menaces échangées transforment cet attroupement en émeute.
Le premier consul Guy Rochette, un catholique nommé de façon très contestée, tente en vain d'apaiser les émeutiers, et se voit contraint de se réfugier chez l'évêque Bernard d'Elbène. Le vicaire général et une vingtaine de moines ou clercs sont incarcérés. Le 30 septembre 1567, ils sont enlevés, massacrés et jetés dans un puits de la cour de l'évêché. Lors de travaux trois siècles plus tard, les corps sont retrouvés empilés au fond du puits.
Les émeutiers pillent également les églises catholiques de la ville, et tentent de démolir le clocher de la cathédrale en le sapant à sa base. Le premier consul est arrêté.  L'évêque s'échappe et se rend pendant la nuit à Tarascon, grâce à un soldat protestant, Jacques Coussinal.
Le consistoire protestant s'oppose vivement à ces actions, donne ordre aux troupes de mettre fin aux violences, et adresse un blâme aux meneurs — Servas et Vigier, entre autres. La situation s'apaise ensuite rapidement.
En représailles, des catholiques soutiennent les persécutions les plus violentes, et incendient en 1568 le grand temple de la Calade, construit deux ans auparavant avec l'autorisation du roi Charles IX. L'édifice est reconstruit en 1595 et à nouveau détruit en 1686.
Le Parlement de Toulouse décide que « cent chefs de famille seront promenés sur un tombereau dans toutes les rues et carrefours de la ville », que « leurs biens seront confisqués » et qu'ils subiront « une mort infamante ». La plupart des condamnés émigrent alors à l'étranger.
Des ordonnances comminatoires parviennent de Paris, et interdisent tous les prêches et la simple pratique de la religion protestante sous quelque forme que ce soit.
Cette émeute à Nîmes s'inscrit dans l'ensemble de troubles entraînés par les guerres de Religion qui déchirent la France au XVIe siècle. Avec le Massacre de Wassy perpétré contre les protestants le 1er mars 1562 par les troupes du duc de Guise, il préfigure, à une échelle moindre, le massacre des protestants par les catholiques lors de la Saint-Barthélemy le 24 août 1572, où cinq à dix mille protestants sont tués à travers toute la France.
Cent trente-six ans plus tard, un nouveau massacre est perpétré à Nîmes, organisé contre les protestants par les troupes royales catholiques : le massacre du moulin de l'Agau.

## La Michelade dans les arts et la littérature
- Robert Merle, Fortune de France, t. 2 En nos vertes années. Une partie de l'action se déroule pendant la Michelade.